# Kartoffelvirus H
Kartoffelvirus H (englisch Potato virus H, PotVH oder PVH; Spezies Carlavirus chisolan) ist ein Pflanzenvirus (Phytovirus). Die Viruspartikel (Virionen) sind filamentös (von fadenförmiger Gestalt). Das Genom besteht aus einer Einzelstrang-RNA positiver Polarität. PVH gehört zur Gattung Carlavirus, einem Mitglied der Unterfamilie Quinvirinae in der Familie Betaflexiviridae der Ordnung Tymovirales.
Kartoffelvirus H wurde erstmals auf Kartoffelpflanzen mit milden Symptomen in Hohhot (mongolisch ᠬᠥᠬᠡᠬᠣᠲᠠ, chinesisch 呼和浩特, Pinyin Hūhéhàotè), Autonomes Gebiet Innere Mongolei in der Volksrepublik China gefunden.

## Etymologie
Der englische Name Potato virus H setzt sich zusammen aus der engl. Bezeichnung für Kartoffelvirus (da man die Spezies zuerst in Kartoffelpflanzen gefunden hat) und dem Buchstaben H für den Fundort Hohhot, der ersten positiven Probe. Die ersten beiden Buchstaben dieser Stadt (Hohhot) dienen auch zur Bezeichnung dieses ursprünglichen Isolats (PVH-Ho). Ein weiteres Isolat (PVH-YN) ist nach der Provinz Yunnan (chinesisch 云南, Pinyin Yúnnán) benannt, wo es gefunden wurde.

## Morphologie
Die Virionen von PVH sind wie bei allen Spezies der Gattung Carlavirus fadenförmig und leicht gekrümmt; ihre Länge beträgt 570 nm.

## Genom und Proteom

Genomkarte von Potato virus H

PVH hat die für Mitglieder der Gattung Carlavirus typische Genom-Organisation, unsegmentiert (monopartit), mit einem Einzelstrang-RNA-Molekül positiver Polarität. Seine Länge ist 8410 nt (Nukleotide oder Basen).
Neben dem ursprünglichen Isolat PHV-Ho aus Hohhot in der Inneren Mongolei wurde noch eine Variante PVH-YN in der Provinz Yunnan gefunden. Beide haben gleiche Genomorganisation und -länge. Es fehlen Poly(A)-Schwänze. Die Übereinstimmung in der Nukleotidsequenz beider Varianten beträgt bis zu 93,58 %.
Das PVH-Genom beinhaltet sechs benachbarte oder überlappende Offene Leserahmen (en. open reading frame, ORF).
Der 5'-proximale ORF (ORF nächst dem 5'-Ende) namens ORF1 hat eine Länge von 5846 nt und kodiert ein Replikase-Polyprotein mit einer vorhergesagten Molekularmasse von 219,62 kDa (Kilodalton).
Dem ORF1 nachfolgend gibt es drei überlappende ORFs, nämlich ORF2 (Nukleotidposition 5954–6643), ORF3 (6624–6947) und ORF4 (6929–7129), die nach Vorhersage für Proteine mit 25,77 kDa, 11,54 kDa bzw. 7,19 kDa kodieren.
Es wird angenommen, dass diese drei Proteine (wie für die Gattung Carlavirus üblich) ein TGB (en. Triple Gene Block) von Movement-Proteinen bilden, die Bewegung der Viruspartikel von Zelle zu Zelle und über große Distanzen ermöglichen oder jedenfalls erleichtern.
Der nachfolgende ORF5 (Länge 875 nt) kodiert vorhergesagt für das Kapsidprotein (CP) mit 32,34 kDa.
ORF6 ist der letzte, d. h. 3'-proximale (dem 3'-Ende nächstgelegene) ORF. Er ist mit einer Länge von 290 nt der kleinste ORF und kodiert für ein cysteinreiches Protein (CRP) mit 10.87 kDa. Man vermutet darin ein Nukleinsäure-bindendes Protein, welches die RNA-Interferenz (en. RNA silencing) unterdrückt und so die Pathogenität von PVX verstärkt.

## Wirte, Symptome und Übertragung

### Wirte

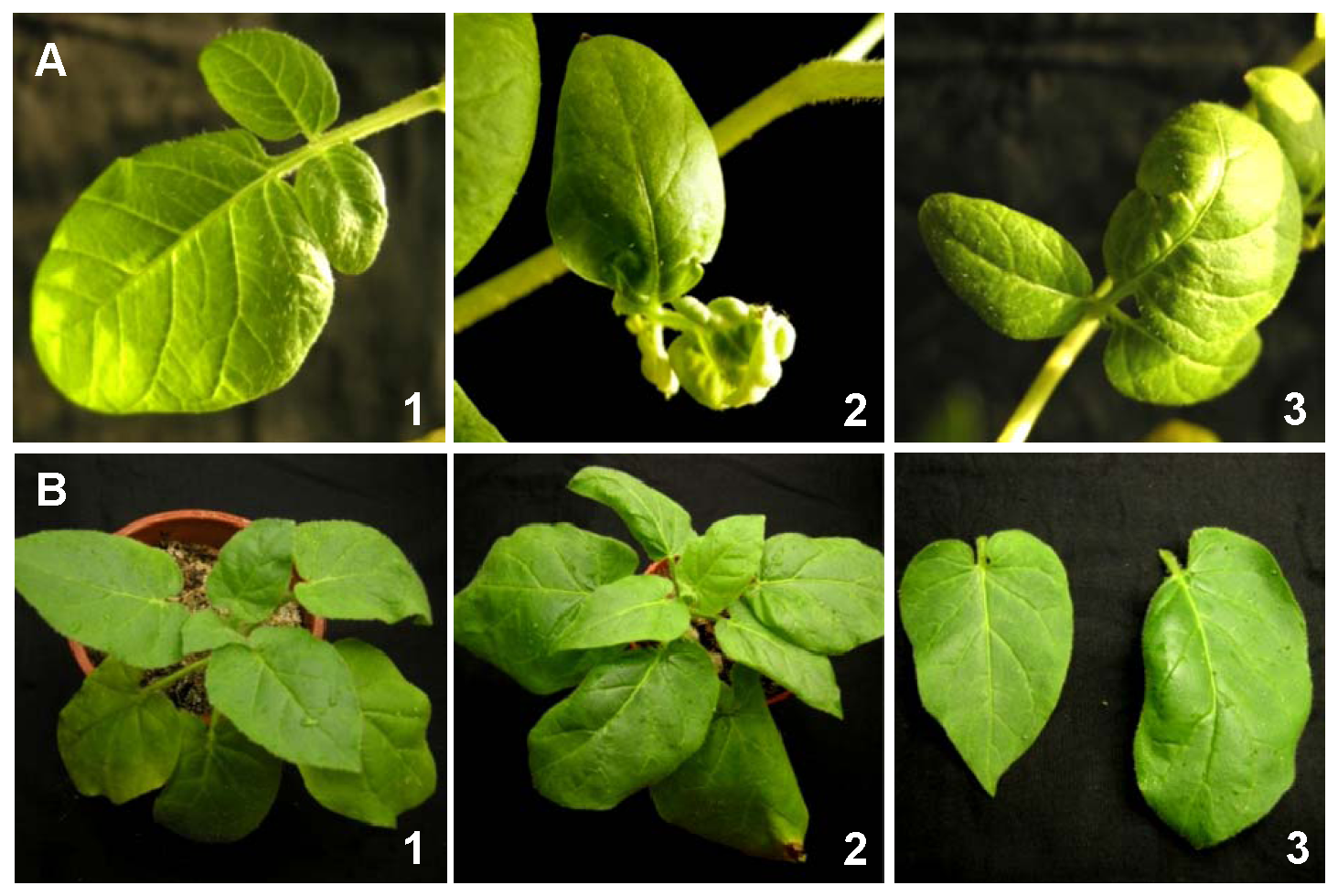
Durch PVH hervorgerufene Symptome auf Blättern von Wirtspflanzen.
● A Kartoffel der Sorte Shepody (potato cv. Shepody) bei 60 dpi (60 Tage nach der Inokulation, en. days post inoculation).
1: Blatt einer Shepody-Pflanze, die mit ddH_{2}O als Mock inokuliert wurde
2,3: Blätter einer Shepody-Pflanze, die mit PVH inokuliert wurde.
● B Nicotiana glutinosa (N. g.) bei 53 dpi.
1: mit ddH_{2}O inokulierte N. g.-Pflanze
2: mit PVH inokulierte N. g.-Pflanze
3: Einzelblatt von N. g., inokuliert mit ddH_{2}O (links), PVH (rechts)

PVH scheint ein Wirtsspektrum zu haben, das sich stark von dem anderer Kartoffel-Carlaviren (PVSO, PoLV, PVM und PVP) unterscheidet. Unter den acht Indikator- und Wirtspflanzen, die der Studie von Li und Kollegen (2013) einbezogen wurden, konnte PVH die Tabakspezies Nicotiana glutinosa, die Tomate (Solanum lycopersicum) und die Kartoffel (Solanum tuberosum) infizieren, nicht aber die anderen Pflanzen wie Virginischen Tabak (N. tabacum), Benth (N. benthamiana) Quinoa (Chenopodium quinoa).

### Symptome
PVH produziert gewöhnlich milde Symptome an den Wirtspflanzen:
Bei PVH-infizierter N. glutinosa wurde eine leichte Blattrolligkeit und dunkelgrüne Flecken beobachtet;
bei Kartoffeln der Sorte Shepody dagegen nur eine leichte Blattrolligkeit.
Die meisten PVH-infizierten Pflanzen blieben symptomlos oder latent.

### Mehrfachinfektionen
Im Gegensatz zu PVX und PLRV waren die ausgeprägten Symptome bei einer alleinigen Infektion mit PVH oft latent oder äußerten sich (lediglich) in einer leichten Blattrolligkeit und Fleckenbildung bei Nicotiana glutinosa und der Kartoffelsorte Shepody. Wie andere Carlaviren, z. B. PVS und PVM, ko-infiziert PVH leicht Kartoffeln mit anderen Viren. Li und Kollegen (2013) zeigten, dass PVH in Mischinfektionen mit PVS, PVX, PVY, PVM oder PLRV in verschiedenen Kombinationen vorhanden sein kann. In Liaoning wurden Kartoffelpflanzen gefunden, die mit allen sechs Hauptviren ko-infiziert waren. Kartoffeln mit Mehrfachinfektionen dieser Viren hatten schwerere Symptome und größere Ertragsverluste.

### Verbreitung
PVH ist in der Volksrepublik China weit verbreitet. Über die Verbreitung in anderen Ländern, aus angrenzenden wie die Mongolei (Mongolischer Staat) gab es zunächst noch keine Angaben (Stand 2013). Inzwischen wurde aber in Bangladesch ein Isolat entdeckt, das nahe verwandt mit PVH-Ho ist.

### Übertragung
PVH wird leicht mechanisch übertragen und wurde auch in Samenknollen nachgewiesen, was auf ein starkes Verbreitungspotenzial hinweist. Die Übertragung kann auch durch Blattläuse als Vektoren erfolgen.

## Varianten
Varianten nach Li et al. (2013):
Gattung: Carlavirus, Spezies: Carlavirus chisolani
- Potato virus H (PotVH oder PVH, deutsch Kartoffelvirus H)

- Isolat: PVH-Ho, Inner Mongolian isolate (Ursprungstyp)
- Isolat: PVH-YN, Yunnan isolate (Referenz?)
- Isolat PHV-HZ
- Isolat PVH-JL
- ?Isolat PVH-AS